# 7 Gwardyjska Dywizja Powietrznodesantowa
Zasugerowano, aby zintegrować ten artykuł z artykułem 7 Gwardyjska Dywizja Desantowo-Szturmowa (Górska) (dyskusja). Nie opisano powodu propozycji integracji.
7 Gwardyjska Dywizja Powietrznodesantowa (ros. 7-я гвардейская десантно-штурмовая (горная) дивизия, w skrócie 7. гв. вдд) – związek taktyczny Armii Radzieckiej, a następnie Sił Zbrojnych Federacji Rosyjskiej.

## Historia
Dywizję sformowano 15 października 1948 roku na bazie 322 gwardyjskiego pułku powietrznodesantowego (odznaczonego za zasługi w czasie II wojny światowej Orderem Kutuzowa II stopnia. 14 października 1948 roku pułk został przemieszczony do Kowna, Olity i Mariampola i skierowany do działań przeciwpartyzanckich.
W 1956 roku dywizja wzięła udział w stłumieniu powstania węgierskiego, a w 1968 w operacji Dunaj. W latach 70. i 80. brała ona udział w manewrach Układu Warszawskiego, m.in. „Tarcza-76”, „Niemen”, „Zapad-81”, „Zapad-86”. 4 maja 1985 roku „za osiągnięcia w wyszkoleniu bojowym” dywizja otrzymała Order Czerwonego Sztandaru. W latach 1979–1989 pododdziały dywizji brały udział w radzieckiej interwencji w Afganistanie.
W roku 1988 dywizję skierowano do Azerbejdżańskiej SRR, gdzie wzięła udział w tłumieniu protestów w Baku w roku 1989. W sierpniu 1993 roku dywizję przemieszczono z terytorium Litwy do Noworosyjska. W latach 1993–1996 pododdziały dywizji stacjonowały na terytorium Abchazji, a w latach 1995–2004 brały udział w I i II wojnie czeczeńskiej. 
14 maja 2015 roku minister obrony FR, gen. armii Siergiej Szojgu odznaczył dywizję Orderem Suworowa.
Według źródeł ukraińskich, żołnierze podległego 7 DPDes. 247 pułku desantowo-szturmowego brali udział w konflikcie na wschodzie Ukrainy, m.in. w bitwie pod Iłowajśkiem. Od września 2015 roku pododdziały dywizji stacjonują w bazie Humajmim na terytorium Syrii, realizując zadania ochrony Grupy Lotniczej Sił Powietrznych Rosji.

## Struktura Dywizji
- Dowództwo i sztab
- 97 pułk desantowo-szturmowy
- 108 gwardyjski Kubański kozacki pułk desantowo-szturmowy
- 247 gwardyjski Kaukaski pułk desantowo-szturmowy
- 1141 gwardyjski pułk artylerii
- 3 gwardyjski pułk rakiet plot.
- 743 samodzielny gwardyjski batalion łączności
- 629 samodzielny gwardyjski batalion saperów
- 1681 samodzielny batalion zabezpieczenia materiałowego
- 32 samodzielny oddział medyczny
- 162 samodzielny batalion rozpoznawczy

## Dowódcy
- gen. mjr Grigorij F. Poliszczuk (1945–1952)
- płk Gieorgij P. Gołofast (1952–1955)
- gen. mjr Aleksiej P. Rudakow (1955–1956)
- płk Piotr F. Antipow (1956–1958)
- płk Iwan M. Dudura (1958–1961)
- gen. mjr Piotr W. Czapłygin (1961–1963)
- gen. mjr Dmitrij G. Szkrudniew (1963–1966)
- gen. mjr Lew N. Goriełow (1966–1970)
- gen. mjr Oleg F. Kulieszow (1970–1973)
- gen. mjr Nikołaj W. Kalinin (1973–1975)
- gen. mjr Władimir S. Krajew (1975–1978)
- gen. mjr Władysław A. Aczałow (1978–1982)
- płk Jurantin W. Jarygin (1982–1984)
- gen. mjr Władimir M. Toporow (1984–1987)
- gen. mjr Aleksiej A. Sigutkin (1987–1990)
- gen. mjr Walerij F. Chackiewicz (1990–1992)
- gen. mjr Grigorij A. Kałabuchow (1992–1994)
- gen. mjr Igor W. Sołonin (1994–1997)
- gen. mjr Jurij M. Kriwoszejew (1997–2002)
- gen. mjr Nikołaj I. Ignatow (2002–2005)
- gen. mjr Wiktor B. Astapow (2005–2007)
- płk Władimir A. Koczetkow (2008–2010)
- gen. mjr Aleksandr J. Wiaznikow (2010–2012)
- gen. mjr Walerij N. Sołodczuk (2012–2014)[5]
- gen. mjr Roman A. Breus (2014–2019)
- gen. mjr Andriej A. Suchowieckij (2019—2021)
- płk Aleksandr W. Korniew (2021–)